# Grijze langsnavelzanger
De grijze langsnavelzanger (Macrosphenus concolor) is een zangvogel uit de familie Macrosphenidae.

## Verspreiding en leefgebied
Deze soort komt voor van zuidelijk Guinee en Sierra Leone tot Oeganda, Rwanda en oostelijk Congo-Kinshasa.

## Status
De grootte van de populatie is niet gekwantificeerd maar de soort wordt omschreven als op veel plaatsen algemeen. Op de Rode lijst van de IUCN heeft deze soort de status niet bedreigd.